# Alpaida santosi
Alpaida santosi är en spindelart som beskrevs av Levi 1988. Alpaida santosi ingår i släktet Alpaida och familjen hjulspindlar. Inga underarter finns listade i Catalogue of Life.